# Franciszek Głód
Franciszek Głód (ur. 18 czerwca 1939 w Zabrnie) – ksiądz katolicki, profesor teologii pastoralnej, doktor habilitowany nauk teologicznych, doktor filozofii chrześcijańskiej w zakresie psychologii, proboszcz senior parafii św. Elżbiety we Wrocławiu, autor, osobowość internetowa. 

## Życiorys
Urodził 18 czerwca 1939 w Zabrnie. W okresie 1958–1964 studiował w Metropolitalnym Wyższym Seminarium Duchownym we Wrocławiu, następnie w latach 1966–1974 studiował na Katolickim Uniwersytecie Lubelskim filozofię i psychologię, na którym w 1974 roku obronił pracę doktorską „Psychologiczna analiza kryzysów religijnych u osób dorosłych”. W 2009 roku habilitował się na podstawie pracy „Bezdomni. Psychologiczno-pastoralna analiza życia, osobowości i próby resocjalizacji” na Papieskim Wydziale Teologicznym we Wrocławiu. Pracownik naukowy Papieskiego Wydziału Teologicznego we Wrocławiu 1969–1974 oraz 1976–1987 i Uniwersytetu Kardynała Stefana Wyszyńskiego w Warszawie 1976–1987. Profesor zwyczajny teologii pastoralnej. Od 20 VI 1977 do roku 2014 był proboszczem parafii pw. św. Elżbiety we Wrocławiu, gdzie prowadził liczne dzieła duszpasterskie i charytatywne.
Na początku stanu wojennego od 17 XII 1981 r. przez kilka dni  ukrywał w budowanej właśnie wieży kościoła parafialnego św. Elżbiety działaczy opozycji, w tym Frasyniuka, Piniora i Barbarę Labudę.

## Działalność charytatywna i duszpasterska
„Najważniejszy akcent w pracy duszpasterskiej ks. Głód kładzie na działalność charytatywną". Dla najbiedniejszych prowadzona przez niego parafia zorganizowała jadłodajnię (codzienny bezpłatny posiłek dla 300 osób), wigilie dla bezdomnych (od 1977) i wyjazdy wakacyjne (corocznie 300 osób). W odbudowanym ośrodku w Jelczu-Laskowicach prowadzone są świetlice dla dzieci i seniorów. Ośrodek ten służy także pobytom dzieci z Litwy, Białorusi i Ukrainy.     
W 1999 ks. Głód rozpoczął budowę domu pomocy bezdomnym „Albertówka" w Jugowicach. W 2005 założył fundację o tej samej nazwie. Po przejściu w stan spoczynku zamieszkał tam razem z 20 bezdomnymi mężczyznami, którzy na miejscu pracują na wspólne utrzymanie. W Jugowicach działa także dom rekolekcyjny, wykorzystywany w okresie wakacyjnym przez dzieci.    
Na podstawie wcześniejszych wywiadów z 370 bezdomnymi stwierdził, że powodem bezdomności „jest odrzucenie jednego z przykazań Dekalogu”. Za prowadzoną „resocjalizację ludzi, zagubionych w życiu, którzy znaleźli się na ulicy" był w 1993  laureatem nagrody Prezydenta Wrocławia. Zajmował się również pomocą ludziom starszym. Był kapelanem Sybiraków z nominacji kardynała Henryka Gulbinowicza.

## Osobowość internetowa
Zajmuje się sprawami małżeństwa i rodziny. Analizuje problemy życia małżeńsko-rodzinnego w świetle zasad antropologii filozoficznej, psychologii i teologii pastoralnej w celu odnalezienia szczęścia w codzienności. Prowadzi stronę na Facebooku oraz konto na Twitterze, na którym publikuje wskazówki duszpasterskie, wywołujące  dyskusję w mediach elektronicznych i drukowanych.

Zawsze musimy pamiętać o tym, że człowiek to istota nie tylko biologiczna, ale także duchowa. Pierwiastek duchowy otrzymaliśmy jako dar wyróżniający nas spośród wszystkich innych stworzeń, które powołał do istnienia Pan Bóg. Ten pierwiastek duchowy powinien być nieustannie rozwijany, gdy małżonkowie o tym zapomną, łatwo narażeni są na trudności małżeńskie, które mogą pojawić się w każdym okresie ich życia. Współmałżonkowie są wtedy wobec siebie mało tolerancyjni, mało wyrozumiali, a pod względem emocji i uczuć stają się coraz bardziej obojętni. Człowiek dojrzały potrafi kochać, być życzliwym dla innych. Jest zdolny do zadzierzgnięcia więzi ze swoimi współbraćmi. Dlatego ważną cechą jest umieć żyć w społeczności, w której się przebywa i dostrzegać jej problemy. Łączy się to ściśle z wychodzeniem z własnego egoizmu i pychy.

## Ważniejsze publikacje
- Religijność nupturientów: przygotowanie do małżeństwa priorytetem duszpasterstwa rodzin. 2007. ISBN 978-83-921027-2-4. Brak numerów stron w książce
- Teologia dla ludzi małej wiary. 2004. ISBN 83-921027-0-3. Brak numerów stron w książce
- Mądrość Bożej koncepcji małżeństwa i rodziny: studium pastoralne. 2005. ISBN 83-921027-1-1. Brak numerów stron w książce
- Odnalezienie szczęścia w małżeństwie i rodzinie. 2013. ISBN 978-83-63642-11-2. Brak numerów stron w książce (recenzja[19])
- Teologia dla bezdomnych. 2016. ISBN 978-83-63642-45-7. Brak numerów stron w książce
- Z życia parafii św. Elżbiety we Wrocławiu 1972-2007. Wrocław: Parafia pw. św. Elżbiety, 2007, s. 287. ISBN 978-83-921027-3-1.

## Wyróżnienia
- kapelan honorowy Jego Świątobliwości (1989)[23]
- kanonik gremialny wrocławskiej kapituły katedralnej (1993)[23]
- Złoty Krzyż Zasługi (1993)[24]
- Nagroda Prezydenta Wrocławia (1993)[24]